# Solomon Islands Labour Party
Die Solomon Islands Labour Party (dt.: „Arbeiterpartei der Salomonen“) war eine politische Partei in den Salomonen.

## Geschichte
Die Partei wurde 1988 vom Solomon Islands Council of Trade Unions gegründet, nachdem dessen Führerschaft sich spaltete. Joses Tuhanuku wurde Führer der 'Labour Party', während Bartholomew Ulufa'alu die Solomon Islands Liberal Party gründete.
Die Partei beteiligte sich in der Regierung 1993–1994 und später in der Solomon Islands Alliance for Change (1997–2000). In den neueren Wahlen spielte die Partei keine Rolle mehr.

## Wahlergebnisse
| Wahl      | Stimmen | %   | Mandate |
| --------- | ------- | --- | ------- |
| Wahl 1989 | 6.846   | 8,4 | 2 / 38  |
| Wahl 1993 | 4.482   | 4,2 | 4 / 47  |
| Wahl 1997 | –       | –   | 0 / 50  |
| Wahl 2001 | N/A     | N/A | 1 / 50  |
| Wahl 2006 | 1.733   | 0,9 | 0 / 50  |